# Лунченко, Валерий Валерьевич
Лунченко, Валерий Валерьевич (укр. Лунченко Валерій Валерійович; род. 13 октября 1982, город Хуст, Закарпатская область) — украинский общественно-политический и государственный деятель. Народный депутат Украины VII и VIII созывов.
25 декабря 2018 года включён в санкционный список России.

## Образование
- В 2003 году окончил Дрогобычский государственный педагогический университет имени Ивана Франка, диплом менеджера-маркетолога.
- В 2004 году окончил Венгерский национальный институт (Ньиредьхаза) по специальности «Частное предпринимательство».
- В 2006 году Харьковский национальный автомобильно-дорожный университет по специальности «Автомобили и автомобильное хозяйство», степень магистра-исследователя с отличием.

## Трудовая деятельность
- 2007—2010 — логист на частном предприятии.
- С декабря 2010 — управляющий делами Хустского горисполкома. С июля 2009 председатель Хустского городского отделения общественной организации «Фронт перемен», а в декабре того же года был избран председателем Хустского городской организации политической партии «Фронт перемен».
- 31 октября 2010 — был избран депутатом Закарпатского областного совета от партии «Фронт перемен».
- На парламентских выборах 2012 г. был избран народным депутатом Украины VII созыва от ВО «Батькивщина», № 61 в списке. Член Комитета Верховной рады по вопросам аграрной политики и земельных отношений.
- 2 марта 2014 — 15 сентября 2014 — председатель Закарпатской ОГА[2][3]. На внеочередных выборах в Верховную раду 2014 избран народным депутатом Украины VIII созыва по партийному списку (№ 19 в списке) от Народного фронта.
- Член депутатской фракции Политической партии «Народный фронт».
- Должность — секретарь Комитета Верховной рады по вопросам аграрной политики и земельных отношений.

## Награды
- Наградное оружие — пистолет «Форт-17» (20 октября 2014)[4].

## Семья
Женат. Воспитывает двух дочерей.